# Calliphenges cuprascens
Calliphenges cuprascens là một loài bọ cánh cứng trong họ Cerambycidae.